# Йохан фон Бланкенхайм
Йохан фон Бланкенхайм (на немски: Johann von Blankenheim; † 1343) е господар на Бланкенхайм в Айфел.

## Произход
Той е вторият син на Арнолд II фон Бланкенхайм († сл. 1359) и съпругата му Ирмгард фон Оурен († сл. 1340), вдовица на Йохан фон Вилденберг († сл. 1310), дъщеря на Куно господар на Оурен († сл. 1298) и Лиза († сл. 1298). Родителите му се развеждат на 11 август 1324 г.
Брат е на Арнолд III фон Бланкенхайм (* пр. 1325; † 8 март 1364), господар на Бланкенхайм и Брух, и на Агнес (* пр. 1321; † сл. 1346), омъжена за Хайнрих фон Лайпа (* пр. 1315; † пр. 1346).

## Фамилия
Йохан фон Бланкенхайм се жени за графиня Рикарда (Карда) фон Марк († сл. 1384/1388) дъщеря на граф Енгелберт II фон Марк († 1328) и Мехтилд фон Аренберг († 1367). Те имат две деца:
- Арнолд VI (V) фон Бланкенхайм (* пр. 1371; † 11/22 април 1404), граф на Бланкенхайм, женен I. за фон Финстинген, II. за Маргарета фон Валдек, и III. за неизвестна, с която има двама сина
- Ирмгард фон Бланкенхайм († сл. 1355), омъжена пр. 1353 г. за Балдуин III фон Щайнфурт († 1394/1395)

Вдовицата му Рикарда фон Марк се омъжва пр. 1344 г. за Бернхард V фон Липе († 1364/1365).